# ابوسهل بن نوبخت فارسی
ابوسهل بن نوبخت فارسی از منجمین مشهور قرن دوم هجری و از معاصرین و مصاحبین ابوجعفر منصور دومین خلیفهٔ عباسی بود. ابوسهل به فن نجوم و احکام آن به اصابت رأی و براعت عمل در عصر خویش معروف بود. پدرش نوبخت فارسی نیز از منجمین نام‌آور در عصر خود و مورد احترام منصور خلیفه بود. ابو جعفر منصور پس از استقرار بر اریکه خلافت و فراغت از نظم امور کشور دستور داد تا مترجمین، کتب فارسی و یونانی و دیگر زبان‌ها را به عربی ترجمه کنند. به نوشتهٔ صاحب الفهرست، ابوسهل یکی از کسانی است که کتاب‌های بسیاری از فارسی به عربی ترجمه کرده‌است. ابوسهل پس از مرگ منصور همچنان در خدمت خلفا باقی ماند و تا زمان هارون الرشید به کار ترجمه و تألیف می‌گذرانید تا اینکه در حدود سال ۱۸۵ هجری قمری درگذشت.